# Desafío
Desafío è un singolo della musicista venezuelana Arca, pubblicato il 10 aprile 2017 come quinto estratto dal terzo album in studio Arca.

## Descrizione
Nella canzone, la cantante appare alla ricerca di un amore carnale, benefico e allo stesso tempo crudele, dichiarando di avere «un abisso» dentro di sé che vuole riempire. Il testo si configura come una preghiera, in cui l'autrice esprime il proprio desiderio di essere ricercata, promettendo in cambio di «versare» il proprio amore; la richiesta disperata sfocia infine nel ritornello, in cui la cantante ripete: «amami e legami e sgozzami, / trovami e penetrami e divorami».

## Tracce
Testi e musiche di Alejandra Ghersi.
1. Desafío – 3:53

## Formazione
Crediti tratti dall'edizione streaming dell'album.
- Alejandra Ghersi – performer associata, missaggio, produttrice, autrice del testo e della musica;
- Matt Colton – ingegnere del suono.